# Agnes Maria von Tübingen
Gräfin Agnes Maria von Tübingen (* 1599; † 5. Juli 1638) war eine Tochter von Graf Eberhard von Tübingen-Lichteneck (* 1578) und Elisabeth von Limpurg-Speckfeld (* 30. August 1578). Sie heiratete in erster Ehe Graf Wolfgang Friedrich von Pappenheim (* um 1600) und in zweiter Ehe Graf Friedrich Ludwig zu Löwenstein-Wertheim-Virneburg (* 2. März 1598).
Nach ihrem Tod kam es zu einem Streit zwischen Graf Friedrich Ludwig von Löwenstein-Wertheim-Virneburg und Maria Bernhardina Gräfin zu Salm geb. Gräfin von Tübingen wegen der durch seine Frau Agnes Maria erworbenen Ansprüche auf das Tübinger Erbe.